# Moss Lane
Il Moss Lane è uno stadio ad uso polivalente, situato ad Altrincham, Inghilterra. Attualmente è utilizzato principalmente per le partite di calcio ed è il terreno di casa dell'Altrincham F.C. e per le riserve del Manchester Utd. Lo stadio comprende 2 gradinate sul primo e sul terzo lato del terrazzo, con una capacità totale di 6.085 spettatori.